# Басейн Тиси
Басейн Тиси — водозбір річки Тиса, загальною площею 157 тис. км². Поширюється на терени України, Угорщини, Румунії, Сербії та Словаччини.

## Загальна інформація
Басейн Тиси поділяється на три частини: Верхня Тиса (від витоку до гирла річки Туриця), Середня Тиса (від гирла Туриці до гирла річки Марош) та Нижня Тиса (від гирла Марошу до впадіння у Дунай). Стік Тиси формується у чотирьох країнах — Румунії (51 %), Україні (25,6 %), Словаччині (13,4 %) та Угорщині (10 %). Витрата води у гирлі Тиси — 820 м³/с.
Найбільші притоки Тиси: праві — Апшинець, Косівська, Шопурка, Тересва, Дербачка, Теребля, Ріка, Боржава, Лаборець, Бодрог, Слана, Горнад, Егер, Загіва; ліві — Сільський Потік, Білий, Батар, Вішеу, Іза, Сомеш, Кереш, Муреш, Бегей.
Площа басейну в межах України — 12,8 тис. км². Тут міститься верхня, переважно правобережна частина Тиси, яка розміщується на південно-західних схилах Українських Карпат та на Закарпатській низовині, в межах Закарпатської області. Адміністративні кордони області співпадають з межами басейну і проходять по Карпатському водороздільному хребту. Загалом в басейні Тиси в межах України налічується 9 426 річок із загальною довжиною 16 147 км, густота — 1,7 км/км². У середньому це річки середньою довжиною близько 2 км та площею водозбору 1,2 км². 152 річки мають довжину понад 10 км, з них 4 річки (Тиса, Латориця, Уж, Боржава). Озера в басейні Тиси переважно льодовикового походження, деякі утворилися внаслідок гірських обвалів або вулканічної діяльности. Найбільше озеро в басейні — Синевир площею 7 га.

## Антропогенний вплив
У другій половині 19 століття відбулося зарегулювання Тиси, що призвело до скорочення довжин річки на понад 450 км. Річка судноплавна для малих суден від міста Домбрад до гирла. Води Тиси використовуються для зрошення сільськогосподарських угідь. У 1973 році біля міста Егер збудували гідровузол Кішкьоре: гідроелектростанцію та водосховище, яке згодом назвали Тиса. Водосховище призначене для захисту від паводків, виробництва електроенергії, забезпечення навігації та рекреації.
На Тисі розташовані міста Рахів, Тячів, Хуст, Чоп (Україна), Сигіт (Румунія), Домбрад, Токай, Сольнок, Сегед (Угорщина).